# Hal Vaughan
Pour les articles homonymes, voir Vaughan.
Hal W. Vaughan (15 novembre 1928 - 17 octobre 2013) est un auteur et journaliste américain basé à Paris, France. Il occupe plusieurs postes en tant qu'agent du Service extérieur des États-Unis avant de devenir journaliste en Europe, au Moyen-Orient et en Asie du Sud-Est.

## Biographie
Hal Vaughan sert dans l'armée américaine pendant la Seconde Guerre mondiale et la guerre de Corée. Il participe à un certain nombre d'activités secrètes de renseignement en tant qu'officier du Service extérieur des États-Unis à Karachi et à Genève pendant la guerre froide.
Pendant son mandat au United States Information Service (USIS), il élabore des films documentaires au Pakistan. À l'ambassade des États-Unis à Karachi et au consulat général des États-Unis à Dacca, dans l'est du Pakistan, il couvre les événements pour la Voix de l'Amérique (VOA). Plus tard, Vaughan est affecté temporairement à Saigon pendant la guerre du Vietnam. En tant qu'agent du service extérieur des États-Unis à Genève, il est agent des affaires publiques du vice-président Hubert Humphrey (pendant les négociations tarifaires Kennedy). Vaughan a également occupé des postes diplomatiques sous les ambassadeurs W. Michael Blumenthal et W. Averell Harriman.
Au Caire, Vaughan est consultant auprès du prince Mohammed al-Faisal al-Saud. Ce passage aboutit à un scénario intitulé Bédouin qui est acheté par Orion Pictures.
En tant que journaliste, il travaille pour le New York Daily News et l'International Press Service (IPS). Il couvre la tentative d'assassinat du pape Jean-Paul II par Mehmet Ali Agca pour ABC News à Rome, puis travaille pour ABC News Radio à New-York.

## Auteur et essayiste
Durant sa carrière ultérieure en tant qu'auteur, Vaughan s'inspire de ses expériences de guerre et de renseignement pour ses recherches et ses livres. En 2004, son premier livre, Doctor to the Resistance: The Heroic True Story of an American Surgeon and His Family in Occupied Paris, est publié par Brassey's Inc. Vaughan poursuit avec FDR's 12 Apostles: The Spies Who Paved the Way for the Invasion of North Africa, qui est publié en 2006 par The Lyons Press.
En août 2011, Vaughan publie Sleeping with the Enemy: Coco Chanel's Secret War, paru chez Alfred A. Knopf. Basé sur des documents de renseignement français et allemands récemment déclassifiés des années de guerre, le livre révèle des détails inédits de la façon dont Coco Chanel a servi l'Abwehr comme agent 7124, nom de code Westminster,,. Les rapports des activités secrètes de Chanel comprennent une tentative, à la demande de Himmler, d'adresser un message à Churchill au début de 1944 indiquant que les SS voulaient négocier une paix séparée. 
Sleeping With the Enemy est traduit dans de nombreuses langues (Dans le lit de l'ennemi - Coco Chanel sous l'Occupation en français) et fait l'objet de nombreuses critiques,,,,.
Au moment de sa mort en 2013, Vaughan a auto-publié un roman à clef, A Purple Heart At Far Acre Farm, sur ses expériences d'espion pendant 10 ans.

## Mort
Il meurt le 17 octobre 2013 à Paris.